# Кадмея
38°19′10″ пн. ш. 23°19′00″ сх. д. / 38.31944444° пн. ш. 23.31666667° сх. д.

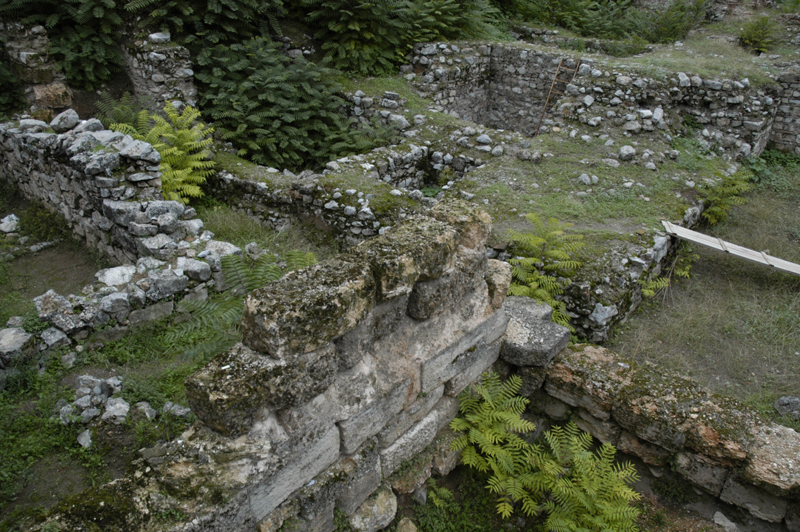
Руїни Кадмеї.

Кадмея (грецькою: Καδμεία, Kadmía) була цитаделлю в давньогрецькому місті Фіви, яке було назване на честь Кадма, легендарного засновника Фів. Вважається, що територія була заселена щонайменше від ранньої бронзової доби, хоча історія поселення може бути з певністю датована лише від пізнього мікенського періоду (близько 1400 до н.е.)

## Класичний період

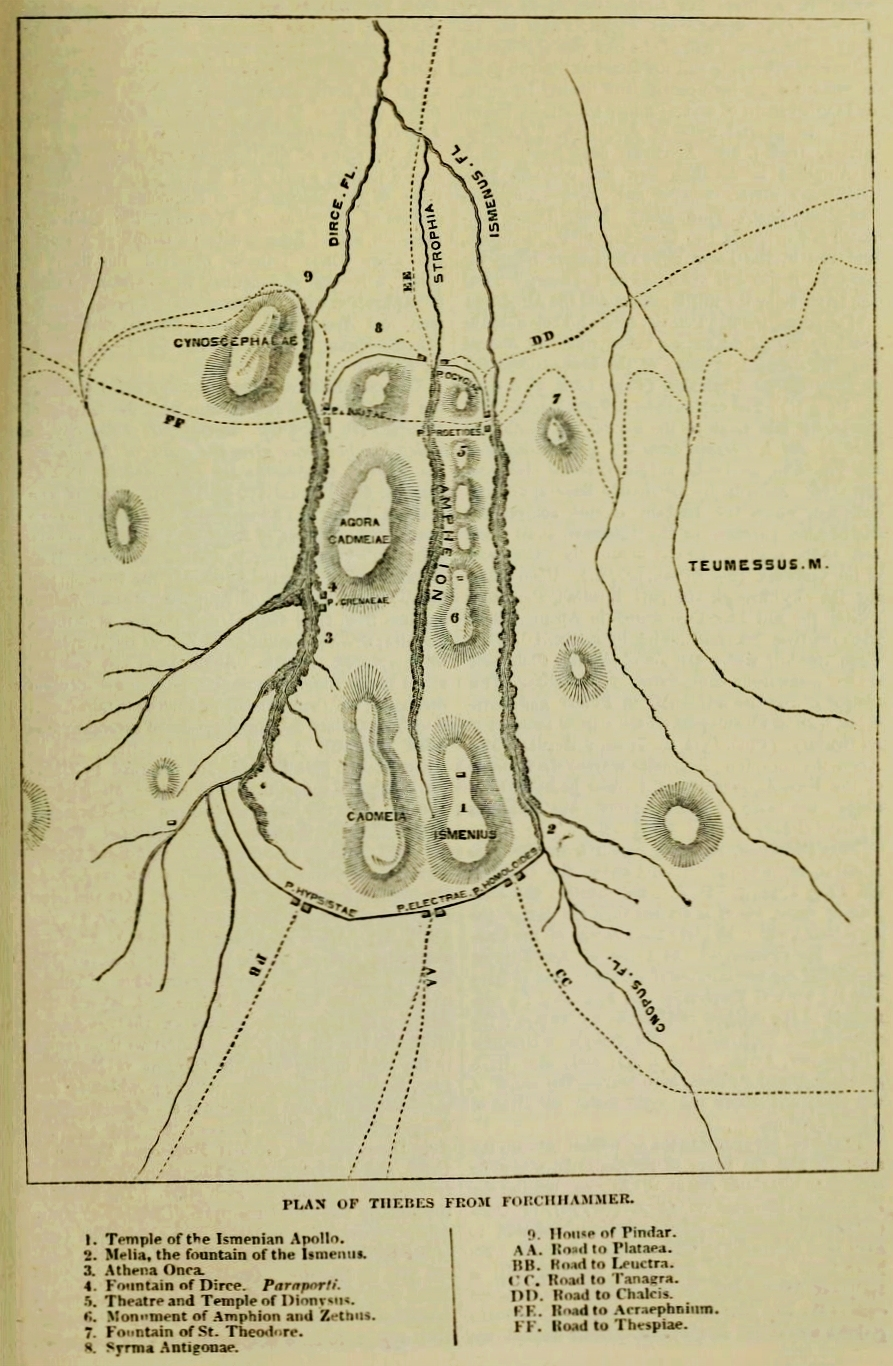
Топографічна карта древніх Фів, що показує розташування Кадмеї

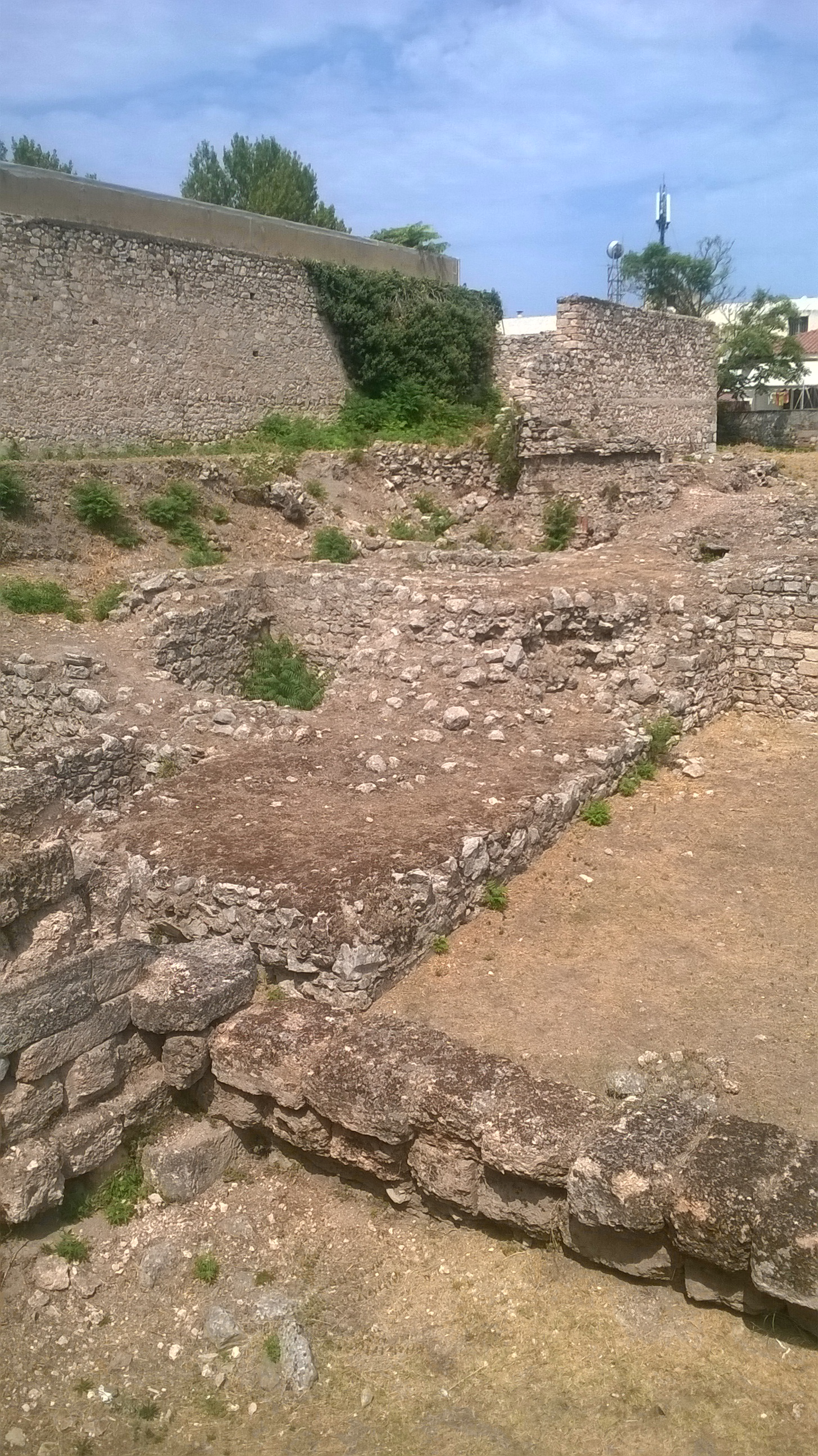
Ділянка Кадмеї у 2016

У класичному і ранньому елліністичному періодах, Кадмея виконувала таку саму функцію як Афінський акрополь; тут було розташовано багато громадських будівель і, як вважають, асамблеї Фів і Беотійської конфедерації зустрічалися тут. Під час Спартанської (382-379/2 до н.е.) та Македонської окупації Фів, чужоземні гарнізони були розташовані у Кадмеї. Фебід був керівником самовільного захоплення цитаделі Кадмеї у 382 р. до н.е., порушивши Анталкідів мир, який тоді діяв.

## Знищення і відбудова
Кадмея була знищена у 335 до н.е. Олександром Македонським, який вщент зруйнував Фіви як попередження іншим грецьким містам, що мали намір чинити опір його владі. Кассандр, македонський генерал, що успадкував територіальні володіння Олександра після його смерті, відбудував Кадмею у 316 р. до н.е.

## Альтернативні значення кадмеї
Кадмея - це також давня назва каламіну або карбонату цинку. Спільно з міддю він використовувався в давнину для виготовлення латуні, як зазначено, наприклад, у римського письменника Плінія Старшого. Елемент кадмій (Cd) був вперше відокремлений від домішок в каламіні;  звідси назва кадмій.